# 枝角副䲁
枝角副䲁（學名：Parablennius lodosus），為輻鰭魚綱鳚形目䲁科副䲁屬的一種，被IUCN列為易危保育類動物，分布於西印度洋莫三比克Delagoa灣海域，本魚體延長略側扁，頭部短鈍，眼上方有分支觸鬚，身體暗色，約有5條暗淡的斷續帶紋，頭部下方有2條淡淡的暗色帶，胸鰭略顯暗淡，背鰭前部有暗斑或斑點，背鰭硬棘11-12枚、背鰭軟條14-16枚、臀鰭硬棘2枚、臀鰭軟條17-18枚，體長可達4公分，棲息在沿海淺水域，雌魚產附著性卵，雄魚有護卵行為，幼魚為浮游性，生活習性不明。